# Daniel Bensaïd
Daniel Bensaïd (Toulouse, Francia, 25 de marzo de 1946- París, 12 de enero de 2010) fue uno de los dirigentes estudiantiles de mayo del 68, militante en las filas de las Jeunesses Communistes Révolutionnaires, al lado de Alain Krivine.
Fue asimismo dirigente histórico de la Liga Comunista Revolucionaria francesa y de la Cuarta Internacional.

## Biografía
Bensaïd fue profesor de filosofía en la Universidad de París VIII y director de la revista Contre-Temps.
Fue autor de una amplia y extensa obra que incluye más de una treintena de libros en francés. Su obra abarca una gran diversidad de temas como el estudio del pensamiento de Marx (a quien ha dedicado varias obras), Walter Benjamin y el análisis de autores como Bourdieu, Alain Badiou, Derrida o Foucault, las transformaciones de la soberanía, la política y el Estado en el marco del proceso de globalización, el nuevo imperialismo, el balance de la trayectoria del movimiento obrero del siglo XX o el movimiento altermundialista. En sus últimos libros ha polemizado con autores contemporáneos como Antonio Negri o John Holloway, o los "nuevos filósofos" como Bernard-Henri Lévy o André Glucksmann, entre otros.
A su muerte, militaba en el Nuevo Partido Anticapitalista de Olivier Besancenot.